# Томилин, Юрий Владимирович
Юрий Владимирович Томилин (20 апреля 1953, Николаев — 9 марта 2025, Тамбов) — советский и российский театральный и режиссёр. Народный артист Российской Федерации (2008).

## Биография
Родился 20 апреля 1953 года в Николаеве.
В 1978 году окончил театральное отделение Ростовского училища искусств, затем в 1987 году окончил Государственный институт театральных искусств (курс А. А. Васильева). Служил в театрах разных городов, в том числе в  Новочеркасске, Армавире.
В 1979 году  Томилин был приглашён в труппу Тамбовского драматического театра. В 1987 году закончил заочное отделение режиссёрского факультета (актёрская группа) ГИТИСа имени А. В. Луначарского.
За свою карьеру ставил множество спектаклей, представлял Тамбов на международных и всероссийских фестивалях, а также играл в десятках театральных ролей. Десять лет (1996–2005) возглавлял Тамбовское отделение Союза театральных деятелей. Был занят в спектаклях Тамбовского молодёжного театра.
По некотором данным, три раза снялся на телевидении, первым был фильм «Русские бабы» от 2003 года, где Томилин сыграл роль Панина, затем ему досталась эпизодическая роль в телесериале «Парижане» от 2006 года, последним в 2011 году был телесериал «Москва. Три вокзала», где Томилин сыграл роль Анатолия Варламова, офицера ВДВ в отставке в 52 серии.
Скончался 9 марта 2025 года на 72-м году жизни после продолжительной болезни в Тамбове. Похоронен на Воздвиженском кладбище.

## Звания и награды
- Народный артист Российской Федерации (2008)[1][2].
- Заслуженный артист Российской Федерации (1995)[6].
- Нагрудный знак «За заслуги перед Тамбовской областью»[2].
- Лауреат премии «Признание» VI-го межрегионального театрального фестиваля имени Н. Х. Рыбакова[2].
- Лауреат Премии Тамбовской области имени И. Н. Марина[2].

## Творчество

#### Тамбовский драматический театр[7]
- «Сокровище Бразилии» М.К. Мащаду (Пес Гаспар)
- «Женитьба» Н.В. Гоголь (Анучкин)
- «Я всегда улыбаюсь!» Я. Сегель (Вася Ермолаев)
- «Машенька» А.Н. Афиногенов (Сеня)
- «Бумбараш» А. Митько (Бумбараш)
- «Белоснежка и семь гномов» Л.Устинов и О.Табаков (Среда)
- «Иван Васильевич» М.А. Булгаков (Тимофеев)
- «Хозяйка гостиницы» К. Гольдони (Граф Альбафьорита)
- «История с метранпажем» А. Вампилов (Потапов, метранпаж)
- «Дом» Ф. Абрамов (Григорий)
- «Правда хорошо, а счастье – лучше» А.Н. Островский (Платон Зыбкин)
- «Пойти и не вернуться» В. Быков (Салей)
- «Чиполлино и его друзья» С. Прокофьева и И. Токмакова (Крот)
- «Две стрелы» А.М. Володин (Ушастый)
- «О,Мануэль!» П. Кальдерон (Косме)
- «Волшебная поляна» А. Андреев (Царь)
- «Анахореты» А. Пудин (Минька)
- «Когда спящий проснется» О. Ернев (Васек)
- «Темные аллеи» по рассказам И.А. Бунина (Штатский)
- «Слон» А. Копков (Цаплин)
- «Вишневый сад» А.П. Чехов (Епиходов)
- «Привет, Карлсон!» А. Линдгрен (Карлсон)
- «Свадьба» А.П. Чехов (Апломбов)
- «Сильное чувство» И. Ильф, Е. Петров (Стасик Мархоцкий)
- «Любовь под вязами» Ю. О'Нил (Мужчина)
- «Банкрот» А.Н. Островский (Подхалюзин)
- «Человек и джентльмен» Э. де Филиппо (Альберто де Стефано)
- «Инспектор пришел...» Д. Пристли (Джеральд)
- «Зойкина квартира» М.А. Булгаков (Херувим, китаец, Аметистов)
- «Игра любви и случая» П.К. де Мариво (Арлекин)
- «Призрак Александра Вольфа» Г. Газданов (Журналист)
- «Принцесса и свинопас» Г.Х. Андерсен (Королевский садовник)
- «Холод – Жар, или Страсти по...» Ф. Кромелинк (Бельмас)
- «Чудеса в решете» А.Н. Толстой (Адольф Рудик)
- «Елена Премудрая» М. Бартенев (Кот)
- «Укрощение укротителя» Д. Флетчер (Петруччо)
- «Два клена» Е.Л. Шварц (Баба-Яга)
- «Декамерон» Д. Бокаччо (Чеппорелло, Принц, Каландрино, Священник, Амбрадзиолло, Пуччо, Бутафуоко, Отец, Митридан)
- «Черт попутал» М. Бартенев (Василий Баранщиков)
- «Лев Гурыч Синичкин» Д. Ленский (Борзиков)
- «Человек из Ламанчи» Д. Вассерман (Санчо Панса)
- «Двенадцатая ночь» В. Шекспир (Фесте)
- «Дядя Ваня» А.П. Чехов (Телегин)
- «Плуфт, или Маленький призрак» М. Машаду, «Цилиндр» Э. де Филиппо (Музыкант)
- «Дамы и гусары» А. Фредро (Ротмистр)
- «Испанский священник» Д. Флетчер (Дьего)
- «Сказка о мертвой царевне» А. Пушкин (Пушкин)
- «Эзоп» по пьесе «Лиса и виноград» Г. Фигейредо (Эзоп)
- «Театр, или Шум за сценой» М. Фрейн (Фреди)
- «Семейный портрет с дензнаками» С. Лобозеров (Тимофей)
- «Сильвия» А. Герни (Грег)
- «Золушка» Е.Л. Шварц (Король)
- «Ключ для двоих» Д. Уипмен, Д. Фримен (Алек)
- «Лес» А.Н. Островский (Счастливцев)
- «Адриенна Лекуврер» Э. Скриб (Аббат Де Шазейль)
- «Полоумный Журден» М.А. Булгаков (Журден)
- «Хомо Эректус» Ю. Поляков (Говоров)
- «Село Степанчиково и его обитатели» Ф.М. Достоевский (Фома Опискин)
- «Калигула» А. Камю (Сенект, старший патриций)
- «Горе от ума» А.С. Грибоедов (Князь Тугоуховский)
- «Елка, скрипка и Новый год» С. Михайловский (Дед Мороз)
- «Дорогая Памела» Д. Патрик (Сол Бозо)
- «Выстрел» А.Н. Толстой (Дмитрий Иванович Яблоков)
- «Продавец дождя» Р. Нэш (Х. Карри)
- «Сердцу не прикажешь» (П. Федоров «Аз и Ферт») (Мордашов)
- «Ромео и Джульетта» У. Шекспир (Капулетти)
- «Сон в летнюю ночь, или все включено» А. Застырец (Эгей)
- «Калека с острова Инишмаан» М. МакДонах (Джоннипатинмайк)
- «Когда не говорят прости» Ю. Пахомов (Лео)